# Follo Alto
Follo Alto è una frazione di circa 300 abitanti nel comune di Follo, nella bassa Val di Vara, in provincia della Spezia.

## Geografia fisica
Follo Alto sorge su un'altura posizionata a nord est rispetto alla Valle del Durasca, in linea d'aria con Tivegna; nella pianura sottostante vi sono Piano di Follo e Piana Battolla, costeggiata dal fiume Vara.

## Storia
Le origini di Follo Alto sono antiche e si conosce addirittura la data e il motivo della sua fondazione: nel gennaio del 950 infatti, Ildeberto d'Isola chiese all'allora Vescovo di Luni Adelberto una terra di Monte di Gruppina, dove era già edificato un castello, confinante con la via pubblica e con La via de Sancto Martino.
Nel borgo vi sono numerose tracce di fortificazione, tracce delle mura e una torre ancora illesa.
Nel 1600 venne edificata la chiesa parrocchiale di San Leonardo Abate.

## Monumenti e luoghi d'interesse

### Architetture religiose
- Chiesa parrocchiale di San Leonardo Abate, risalente al XVII secolo.[3]
- Oratorio dei Santi Niccolò e Maddalena.[3]

### Architetture militari
- Torre medievale, all'ingresso del paese.

### Monumenti
- Bassorilievo medioevale, risalente al XIV secolo.